# Hufeisen-Ragwurz
Die Hufeisen-Ragwurz (Ophrys ferrum-equinum) ist eine Pflanzenart aus der Gattung Ragwurzen (Ophrys) innerhalb der Familie der Orchideen (Orchidaceae).

## Beschreibung

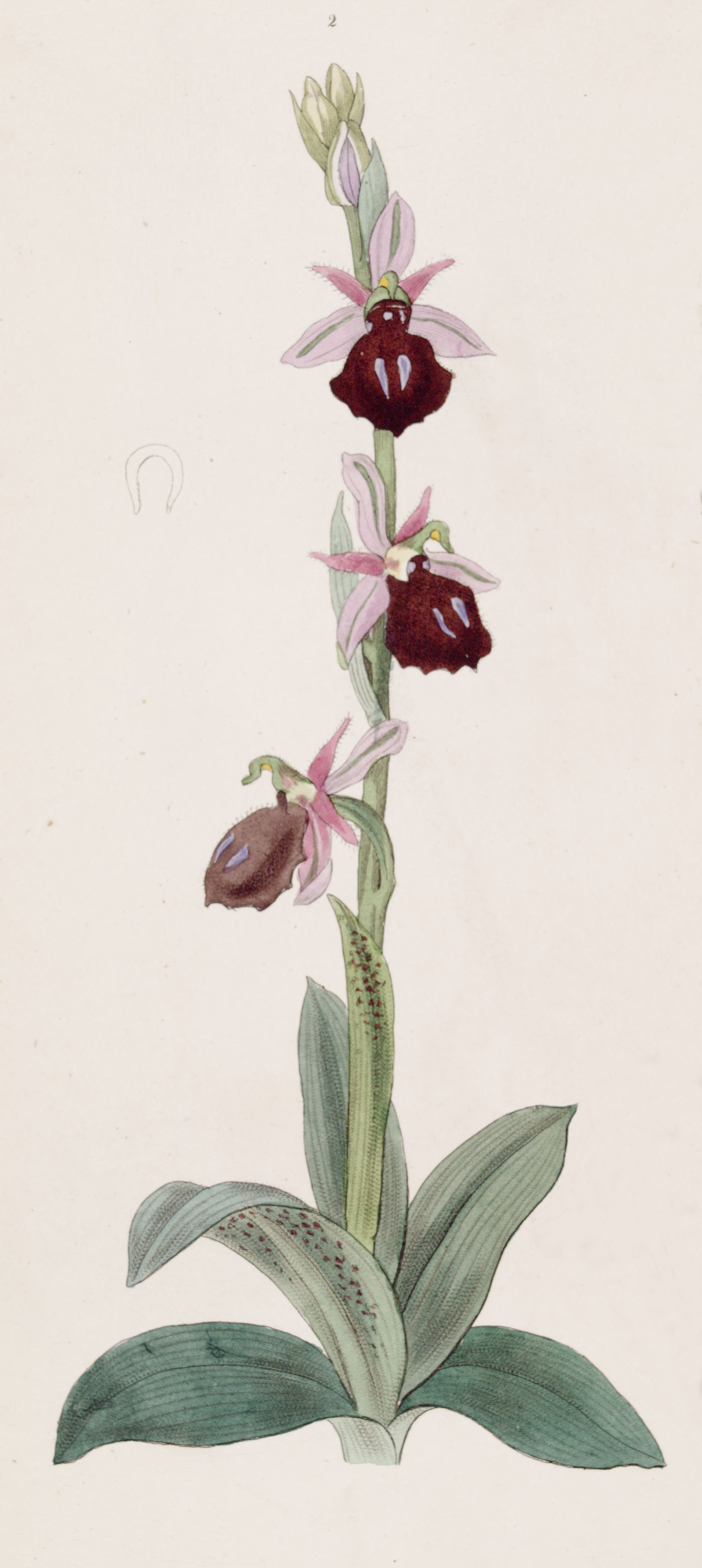
Illustration aus Edwards’s Botanical Register, Band 33, 1847, Tafel 46, Abbildung 2

### Vegetative Merkmale
Ophrys ferrum-equinum subsp. ferrum-equinum ist eine sommergrüne, ausdauernde, krautige Pflanze und erreicht Wuchshöhen von 10 bis 30 Zentimetern. Als Überdauerungsorgane werden Pflanzenknollen gebildet.
Am unteren Teil des Stängels befinden sich bis zu acht lanzettliche Grundblätter.

### Generative Merkmale
Die Blütezeit erstreckt sich von März bis April. Bei Ophrys ferrum-equinum subsp. ferrum-equinum enthält der endständige Blütenstand nur zwei bis acht Blüten.
Die zwittrigen Blüten sind zygomorph und dreizählig. Die rosarote, selten auch weißlichen Kelchblätter (Sepalen) sind meist etwas rückwärts gerichtet. Die dunkelroten Kronblätter (Petalen) sind in ihrer Form schmal dreieckig und sehr fein behaart. Die dunkelbraune oder dunkelviolette Lippe ist rundlich, selten ist sie schwach dreilappig. Am hinteren Rand findet man dichte, kurze und dunkle Haare. Vorn ist ein kleines Anhängsel zu sehen. Das violette bis graublaue Mal befindet sich in der Lippenmitte. Es kann die Form eines Hufeisens haben oder aus zwei isolierten Punkten bestehen. Die Basalschwielen erscheinen schwärzlich.

## Ökologie
Bei Ophrys ferrum-equinum handelt es sich um einen sommergrünen Knollengeophyten.

## Vorkommen
Das Verbreitungsgebiet liegt im östlichen Mittelmeerraum. Man findet Ophrys ferrum-equinum im Süden Albaniens, auf dem griechischen Festland und in Anatolien. Ophrys ferrum-equinum kommt in lichten Kiefernwäldern, Garriguen und auf Magerrasen mit basenreichen Böden vor. Im Gebirge findet man Ophrys ferrum-equinum bis zu einer Höhenlage von 1000 Metern.

## Systematik
Die Erstbeschreibung von Ophrys ferrum-equinum erfolgte 1807 durch den französischen Botaniker René Louiche Desfontaines in Annales du Muséum National d'Histoire Naturelle, Band 10, Seite 226. Das Artepitheton ferrum-equinum bedeutet „Hufeisen“.
Es wurde eine größere Anzahl von Varietäten und Unterarten von Ophrys ferrum-equinum beschrieben, von denen alle Varietäten und einige Unterarten als Synonyme betrachtet werden.
An Unterarten gibt es nur noch (Stand 2011):
- Mandalya-Ragwurz, Amorgos-Ragwurz (Ophrys ferrum-equinum Desf. subsp. ferrum-equinum, Syn.: Ophrys andracnitis Bory & Chaub., Ophrys aranifera subsp. parnassica (Vierh.) Soó, Ophrys argolica subsp. mandalyana (B.Baumann & H.Baumann) Kreutz, Ophrys corinthiaca Hausskn., Ophrys labiosa Kreutz, Ophrys lesbis var. mandalyana (B.Baumann & H.Baumann) P.Delforge, Ophrys ×moreana subsp. dornheckeri F.Fohringer, Ophrys ferrum-equinum var. anafiensis Biel, Ophrys ferrum-equinum var. labiosa (Kreutz) Hennecke, Ophrys ferrum-equinum var. minor Biel, Ophrys ferrum-equinum subsp. convexa B.Baumann & H.Baumann, Ophrys ferrum-equinum subsp. labiosa (Kreutz) Kreutz, Ophrys ferrum-equinum subsp. mandalyana B.Baumann & H.Baumann): Sie kommt von Albanien über die Kykladen, Sporaden und den Inseln der Ägäis bis zur südlichen und südwestlichen Türkei vor.[2] Als Bestäuber wurde Megachile parietina beobachtet.[3]
- Ophrys ferrum-equinum subsp. gottfriediana (Renz) E.Nelson (Syn.: Ophrys gottfriediana Renz, Ophrys spruneri subsp. gottfriediana (Renz) Soó, Ophrys ferrum-equinum var. gottfriediana (Renz) Biel,Ophrys ferrum-equinum var. pseudogottfriediana Paulus): Sie kommt in Griechenland und auf Inseln in der Ägäis in Höhenlagen von 0 bis 700 Metern vor.[2]